# 卓球ホープス日本代表
卓球ホープス日本代表（たっきゅうホープスにほんだいひょう）は、日本卓球協会によって選出され、12歳以下の国際大会に派遣される卓球の日本の年代別のナショナルチームである。主な出場大会として、東アジアホープス卓球選手権がある。

## 概要
日本卓球協会は国際大会派遣の選考基準を大会ごとに発表しており、世界ランキングや国際大会・国内大会などの実績や代表選考会の成績に基づいて日本代表として派遣している。ホープスの主な出場大会として、東アジアホープス卓球選手権があり、出場資格は開催年に12歳の誕生日を迎える選手までが対象となる(2017年開催の場合は、2015年1月1日生まれ以降)。また以前はアジアジュニア卓球選手権の一部としてもホープスの国際大会が開催されていた。

## 東アジアホープス卓球選手権メダル獲得者
| 大会      | シングルス | シングルス   | シングルス | シングルス | 団体 | 団体                                                | 団体 | 団体                                                        |
| 大会      | 男子       | 男子         | 女子       | 女子       | 男子 | 男子                                                | 女子 | 女子                                                        |
| --------- | ---------- | ------------ | ---------- | ---------- | ---- | --------------------------------------------------- | ---- | ----------------------------------------------------------- |
| 2001 大阪 | 銀         | 高木和卓     | 銅         | 福原愛     |      |                                                     | 銀   | 福原愛 照井萌美 川畑舞 滝澤杏奈 石垣優香                    |
| 2002 大阪 |            |              |            |            | 銀   | 中島裕騎 高垣敬太 松平健太 橋本唯史 石野淳          | 銅   | 中島未早希 藤井優子 鳥居夕華 玉石美幸 小川未紗希            |
| 2003 大阪 |            |              |            |            | 銅   | 松平健太 板倉健信 橋本唯史 林一茂 上田仁            | 銅   | 酒井春香 池田友里佳 天野優 岡崎恵 石川佳純                  |
| 2006 大阪 |            |              |            |            | 銅   | 丹羽孝希 森薗政崇 町飛鳥                            | 金   | 佐藤風薫 谷岡あゆか 鈴木李茄 佐藤優衣 前田美優              |
| 2007 大阪 |            |              | 銅         | 山本怜     | 銀   | 森薗政崇                                            | 銅   | [ 7 ]                                                       |
| 2008 大阪 | 金         | 村松雄斗     | 銀         | 前田美優   | 銅   |                                                     | 金   | 前田美優 森薗美月                                           |
| 2008 大阪 | 銅         | 酒井明日翔   | 銀         | 前田美優   | 銅   |                                                     | 金   | 前田美優 森薗美月                                           |
| 2009 大阪 |            |              | 銅         | 瀬山咲希   |      |                                                     | 銀   | 瀬山咲希 伊藤美誠 佐藤瞳 馬場麻裕 芝田沙季                  |
| 2010 大阪 | 銀         | 姚東寅       | 金         | 浜本由惟   |      |                                                     | 金   |                                                             |
| 2010 大阪 | 銀         | 姚東寅       | 銀         | 伊藤美誠   | 銀   | 伊藤美誠                                            |      |                                                             |
| 2011 大阪 | 銅         | 三上貴弘     | 金         | 平野美宇   | 銀   | 出雲卓斗 木造勇人 髙見真己 福田純大 竹﨑千明        | 金   | 加藤美優 三村優果 平野美宇 伊藤美誠 合田あかり              |
| 2011 大阪 | 銅         | 木造勇人     | 銀         | 伊藤美誠   | 銀   | 出雲卓斗 木造勇人 髙見真己 福田純大 竹﨑千明        | 金   | 加藤美優 三村優果 平野美宇 伊藤美誠 合田あかり              |
| 2011 大阪 |            |              | 銅         | 加藤美優   | 銀   | 出雲卓斗 木造勇人 髙見真己 福田純大 竹﨑千明        | 金   | 加藤美優 三村優果 平野美宇 伊藤美誠 合田あかり              |
| 2012 大阪 | 銅         | 田中佑汰     | 金         | 伊藤美誠   |      |                                                     | 金   | 平野美宇 伊藤美誠 早田ひな 塩見真希 宮﨑翔                  |
| 2012 大阪 | 銅         | 田中佑汰     | 銀         | 平野美宇   |      |                                                     | 金   | 平野美宇 伊藤美誠 早田ひな 塩見真希 宮﨑翔                  |
| 2012 大阪 | 銅         | 田中佑汰     | 銅         | 早田ひな   |      |                                                     | 金   | 平野美宇 伊藤美誠 早田ひな 塩見真希 宮﨑翔                  |
| 2013 水原 | 銀         | 張智和       |            |            | 金   | 張智和 宇田幸矢 津村優斗 柏竹琉 宮川昌大            | 銀   | 皆川優香 桑原穂実 長﨑美柚 出雲美空 浅井一恵                |
| 2014 大阪 | 銀         | 張本智和     | 金         | 長﨑美柚   | 銀   | 谷垣佑真 中村和覇 手塚崚馬 今井礼稀 加藤翔          | 銀   | 長﨑美柚 木原美悠 出澤杏佳 遠山美涼 川北帆香                |
| 2014 大阪 | 銅         | 白山遼       | 銅         | 木原美悠   | 銅   | 張本智和 曽根翔 小林広夢 横谷晟 白山遼              | 銅   | 江上明里 津隈愛佳 大川真実 相馬夢乃 大藤沙月                |
| 2014 大阪 |            |              | 銅         | 出澤杏佳   |      |                                                     |      |                                                             |
| 2015 大阪 | 金         | 張本智和     | 金         | 木原美悠   | 銅   | 張本智和 中川泰雅 篠塚大登 谷垣佑真 加藤翔          | 銀   | 木原美悠 遠山美涼 菅澤柚花里 萩井菜津子 鶴岡美菜            |
| 2015 大阪 | 金         | 張本智和     | 銀         | 菅澤柚花里 | 銅   | 張本智和 中川泰雅 篠塚大登 谷垣佑真 加藤翔          | 銅   | 鈴木若葉 深谷和花 新井和夏葉 大藤沙月 田上小也夏            |
| 2015 大阪 | 金         | 張本智和     | 銅         | 大藤沙月   | 銅   | 張本智和 中川泰雅 篠塚大登 谷垣佑真 加藤翔          |      |                                                             |
| 2016 上海 | 銀         | 吉山僚一     | 金         | 木原美悠   | 銀   | 吉山僚一 鈴木颯 飯村悠太 徳田幹太 前出陸杜 中村煌和 | 金   | 木原美悠 大藤沙月 吉井亜紀 山﨑唯愛 東川陽菜 平野亜子       |
| 2016 上海 | 銅         | 鈴木颯       | 銅         | 大藤沙月   | 銀   | 吉山僚一 鈴木颯 飯村悠太 徳田幹太 前出陸杜 中村煌和 | 金   | 木原美悠 大藤沙月 吉井亜紀 山﨑唯愛 東川陽菜 平野亜子       |
| 2016 上海 |            |              | 銅         | 東川陽菜   | 銀   | 吉山僚一 鈴木颯 飯村悠太 徳田幹太 前出陸杜 中村煌和 | 金   | 木原美悠 大藤沙月 吉井亜紀 山﨑唯愛 東川陽菜 平野亜子       |
| 2017 上海 |            |              | 金         | 小塩遥菜   | 銀   | 加山雅基 松島輝空 中村煌和 萩原啓至 三木隼 浅見勇志 | 金   | 由本楓羽 小塩遥菜 大久保ひかり 稲垣幸菜 工藤真桜 阿久根みこ |
| 2017 上海 | 銀         | 大久保ひかり |            |            | 銀   | 加山雅基 松島輝空 中村煌和 萩原啓至 三木隼 浅見勇志 | 金   | 由本楓羽 小塩遥菜 大久保ひかり 稲垣幸菜 工藤真桜 阿久根みこ |
| 2018 上海 | 銅         | 吉山和希     | 銅         | 篠原夢空   |      |                                                     | 金   | 張本美和 伊藤ゆづき 堀江うた 篠原夢空 青木咲智 上澤杏音     |

## アジアジュニア卓球選手権ホープスメダル獲得者
| 大会              | シングルス | シングルス | シングルス | シングルス |
| 大会              | 男子       | 男子       | 女子       | 女子       |
| ----------------- | ---------- | ---------- | ---------- | ---------- |
| 1987 クディリ     | 金         | 仲村錦治郎 | 金         | 福田聡子   |
| 1987 クディリ     | 金         | 仲村錦治郎 | 銀         | 富永英未   |
| 1989 ニューデリー | 銀         | 池田研一   | 金         | 藤田由希   |